# Krakower See
Krakower See är en insjö i det tyska förbundslandet Mecklenburg-Vorpommern. Sjön ligger öster om staden Krakow am See (svenska:Krakow vid sjön) i distriktet Rostock. 
Sjön består av två delar, som kallas Obersee (södra delen) och Untersee  (norra delen). Ån Nebel flyter genom båda sjödelar i nördlig riktning.